# Casa Storta
La Casa Storta è un edificio situato a Follonica, nella provincia di Grosseto, in Toscana.
La sua posizione è nella centrale piazza del Popolo, di fronte al lungomare, nelle vicinanze del palazzo della Dogana e della Pinacoteca civica.

## Storia
L'edificio fu costruito tra il 1745 e il 1777 per volere di Gaetano Boncompagni, principe di Piombino, e aveva funzioni di controllo nei riguardi dello scalo-pontile di Follonica, da poco realizzato per incrementare gli scambi commerciali.
Nel 1810 il fabbricato passò in gestione all'amministrazione delle miniere di allume di Montioni, che lo impiegò come sede degli uffici dell'allumiera e magazzino. Nel 1817 fu sopraelevato e venne costruito un quartiere di cinque stanze adibito ad alloggio del deputato di sanità dello scalo e del doganiere (all'epoca tale Cardini).
In seguito privatizzato, il palazzo divenne poi proprietà dell'Agenzia del demanio e ospita dal 2017 l'ufficio locale marittimo della Capitaneria di porto, precedentemente ubicato nella vicina Casa Gobba.